# جواو سيزار مونتيرو
جواو سيزار مونتيرو (بالبرتغالية: João César Monteiro‏) هو ناقد سينمائي وكاتب سيناريو ومخرج وممثل برتغالي، ولد في 2 فبراير 1939 في البرتغال، وتوفي بنفس المكان في 3 فبراير 2003 بسبب سرطان الرئة.

## وصلات خارجية
- جواو سيزار مونتيرو على موقع IMDb (الإنجليزية)
- جواو سيزار مونتيرو على موقع روتن توميتوز (الإنجليزية)
- جواو سيزار مونتيرو على موقع ألو سيني (الفرنسية)
- جواو سيزار مونتيرو على موقع أول موفي (الإنجليزية)
- جواو سيزار مونتيرو على موقع قاعدة بيانات الفيلم (الإنجليزية)
- جواو سيزار مونتيرو على موقع كينوبويسك (الروسية)